# Палладийлютеций
Палладийлютеций — бинарное неорганическое соединение
палладия и лютеция
с формулой LuPd,
кристаллы.

## Получение
- Сплавление стехиометрических количеств чистых веществ:

{\displaystyle {\mathsf {Pd+Lu\ {\xrightarrow {1560^{o}C}}\ LuPd}}}

## Физические свойства
Палладийлютеций образует кристаллы
кубической сингонии,
пространственная группа P m3m,
параметры ячейки a = 0,3417 нм, Z = 1,
структура типа хлорида цезия CsCl
.
Соединение конгруэнтно плавится при температуре ≈1560°C.